# Caminito del Rey

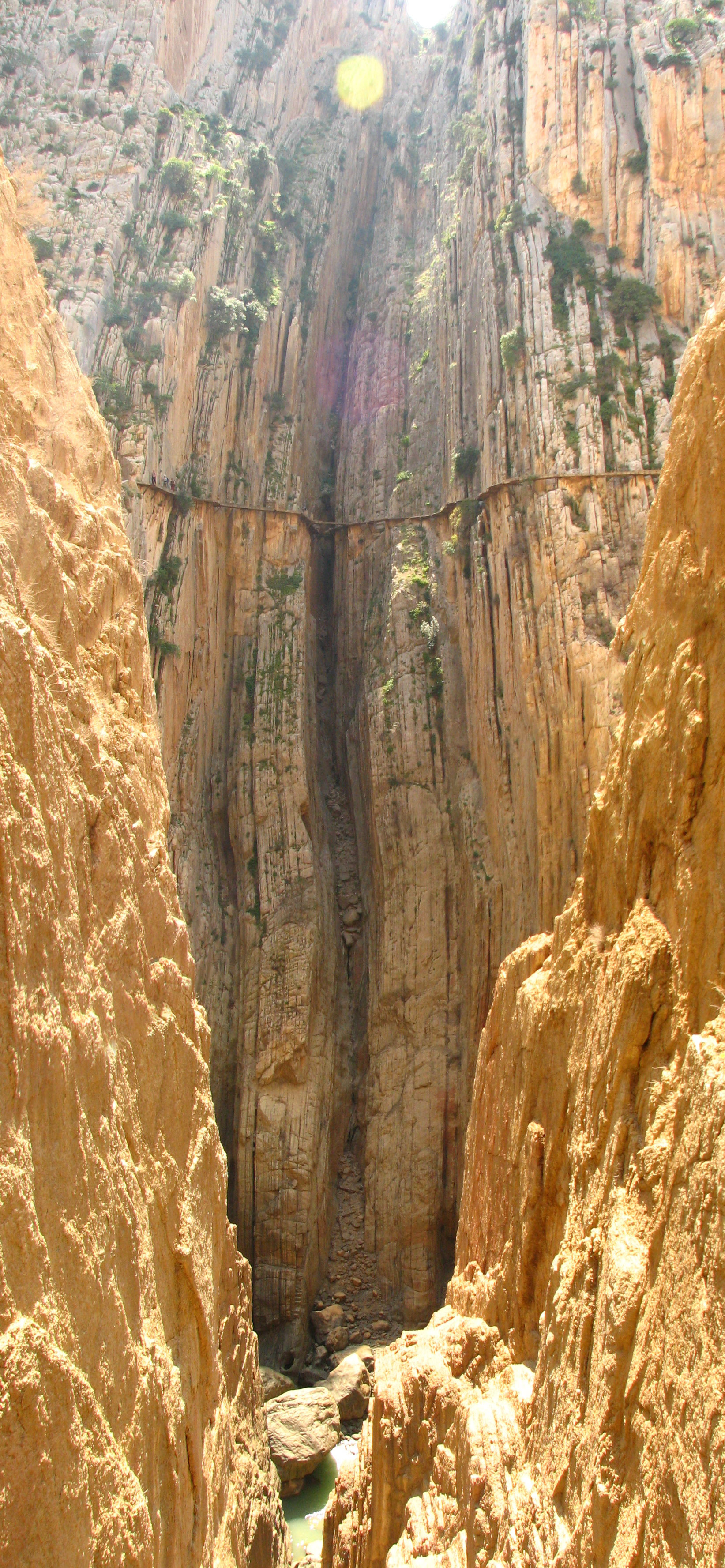
Con đường treo leo trên các vách đá.

El Caminito del Rey (tiếng Tây Ban Nha có nghĩa là con đường nhỏ của nhà vua) là một lối đi, đã đổ nát, được gắn dọc theo bức tường dốc của một hẻm núi hẹp ở El Chorro, gần Alora, tỉnh Málaga, Tây Ban Nha. Tên thường được rút ngắn là Camino del Rey.

## Lịch sử
Con đường được xây dựng để cung cấp cho các công nhân của các nhà máy thủy điện ở thác Chorro và Gaitanejo bằng phương tiện vận tải, để cung cấp nguyên vật liệu và tạo điều kiện cho công việc kiểm tra và bảo trì con kênh. Công việc xây dựng bắt đầu vào năm 1901 và hoàn thành vào năm 1905.
Năm 1921, vua Alfonso XIII qua lối đi trong lễ khánh thành con đập Conde del Guadalhorce, và tên của con đường được biết đến như hiện tại.

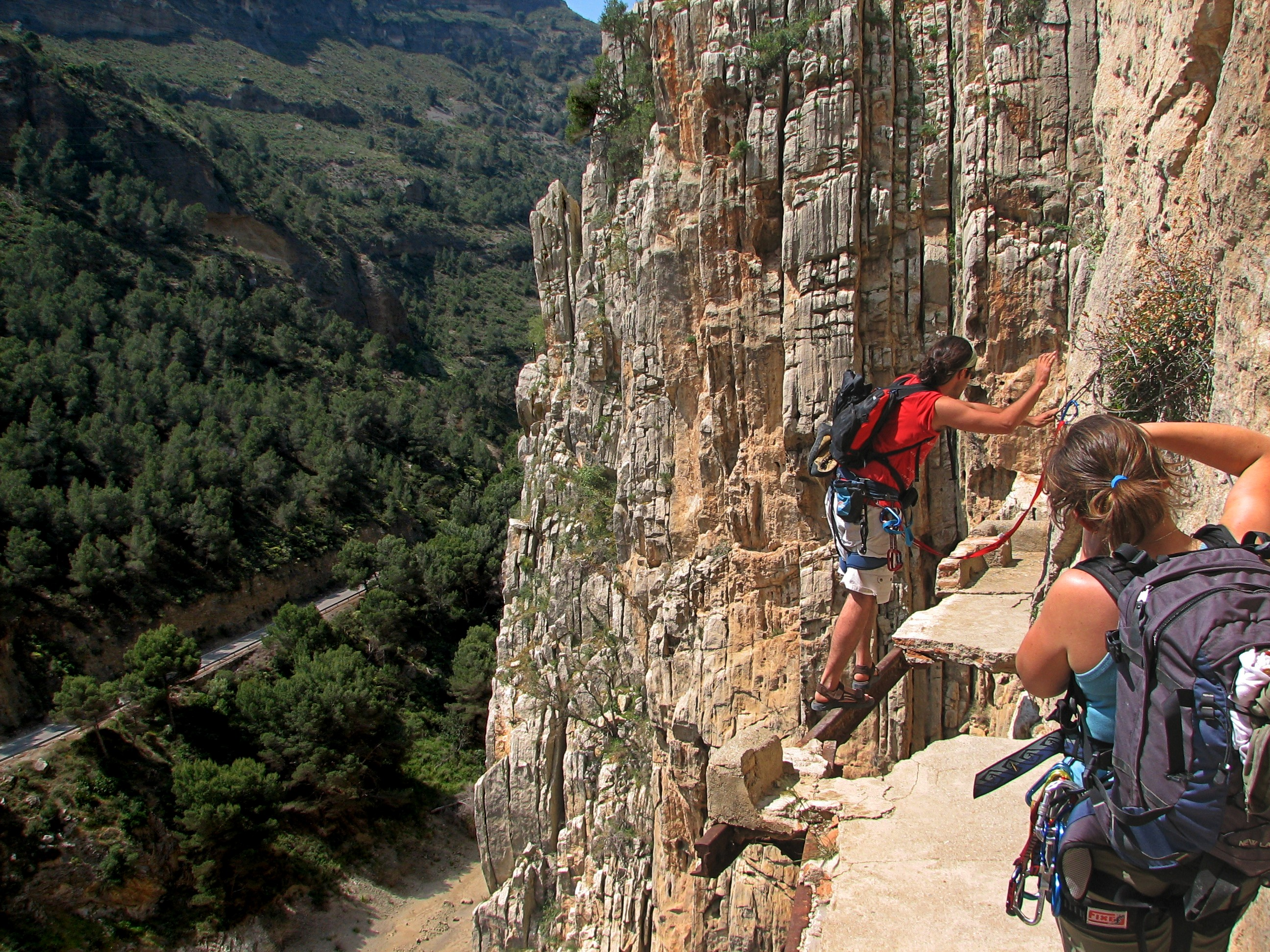
Một số đoạn đã bị sụp đổ.

Đường đi có chiều rộng là 1 m (3,3 ft), và nằm ở độ cao hơn 100 mét (330 ft) so với dòng sông bên dưới. Người ta sử dụng bê tông để xây dựng nó, được đỡ trên đường ray bằng thép và được hỗ trợ bởi các trụ nghiêng 45 độ vào bề mặt đá. Con đường hiện đang trong tình trạng xuống cấp nghiêm trọng và có rất nhiều tấm bê tông đã đổ vỡ. Kết quả là nhiều phần của con đường được nối chỉ bằng dầm thép hẹp hoặc các dụng cụ hỗ trợ khác. Rất ít các tay vịn ban đầu còn tồn tại nhưng một dây an toàn chạy suốt theo chiều dài của con đường. Nhiều người đã thiệt mạng trên đường đi bộ trong thời gian gần đây và sau hai tai nạn chết người trong năm 1999 và 2000, chính quyền địa phương đóng cửa cả hai lối vào.
Trong tháng 6 năm 2011, chính phủ khu vực Andalusia và chính quyền địa phương của Malaga đã đồng ý chia sẻ chi phí phục hồi (bao gồm cả bãi đỗ xe và một viện bảo tàng) trị giá 9 triệu Euro. Dự án sẽ mất khoảng ba năm để hoàn thành. Nhiều trong số các tính năng ban đầu sẽ vẫn được giữ nguyên và các nguyên liệu mới sử dụng cũng đảm bảo phù hợp với thiết kế ban đầu.